# Dvojkový doplněk
Dvojkový doplněk (též doplňkový kód) je způsob kódování celých, tedy kladných i záporných čísel ve dvojkové soustavě používaný v počítačích. Dvojkový doplněk umožňuje zjednodušit konstrukci aritmeticko-logické jednotky uvnitř procesoru díky tomu, že sčítání a odečítání se provádí pro čísla se znaménkem stejně jako pro čísla bez znaménka, odlišná je pouze interpretace přetečení. Odečítání lze převést na sečtení prvního operandu s dvojkovým doplňkem druhého. Dvojkový doplňkový kód je nejrozšířenějším způsobem reprezentace celých čísel se znaménkem v počítači.

## Výhody a nevýhody
K výhodám dvojkového doplňku patří, že neexistuje kladná a záporná nula (jako u jedničkového doplňku). Nevýhodou je naopak fakt, že zobrazený interval je nesymetrický (např. −128 až 127 v případě osmibitových čísel nebo −32768 až 32767 v případě šestnáctibitových). Takže například nelze na daném počtu bitů vyjádřit absolutní hodnotu nejzápornějšího čísla (nejzápornější číslo je ve dvojkovém doplňku invariantní vůči negaci, stejně jako nula).

## Postup kódování
Při použití dvojkového doplňku se opačné číslo získá tak, že se znegují všechny bity dvojkového zápisu čísla a k výsledku se přičte jednička. Stejného výsledku lze dosáhnout odečtením jedničky následovaném negací všech bitů. Oba postupy fungují pro kladná i záporná čísla. Při aplikaci na nejmenší zobrazitelné číslo (nejzápornější zobrazitelné číslo) je výsledkem totéž číslo (mělo by se interpretovat jako přetečení).

### Jiný postup
Protože dvojkový doplněk je také neznaménkové vyjádření záporného čísla na daném rozsahu, lze ho získat jako rozdíl (maxima rozsahu +1) a absolutní hodnoty záporného čísla.
Např. pro rozsah 8 bitů, kde maximum je 255, dojde při překročení rozsahu k přetečení, takže číslo 256 = 0.
Potom bude znaménkovému vyjádření „−x = 0 − |x|“ odpovídat neznaménkový zápis „−x = 256 − |x|“.

## Sčítání dvou čísel v doplňkovém kódu
Sčítání dvou kladných čísel; výsledek je kladný:
```
        binárně         bez znaménka   se znaménkem
       0001 1110              30              30
     + 0011 0010           +  50           +  50
     ===========           =====           =====
CF=0   0101 0000              80              80
PF=0                        (OK)            (OK)

```

Sčítání dvou kladných čísel; výsledek je záporný (přetečení):
```
        binárně         bez znaménka   se znaménkem
       0100 1011              75              75
     + 0110 0100           + 100           + 100
     ===========           =====           =====
CF=0   1010 1111             175             -81
PF=1                        (OK)         (chyba)

```

Sčítání záporného a kladného čísla; výsledek je záporný (přetečení při sčítání bez znamének):
```
        binárně         bez znaménka   se znaménkem
       1110 1100             236             -20
     + 0010 1101           +  45           +  45
     ===========           =====           =====
CF=1   0001 1001              25              25
PF=0                     (chyba)            (OK)

```

Sčítání záporného a kladného čísla; výsledek je záporný:
```
        binárně         bez znaménka   se znaménkem
       1111 0010             242             -14
     + 0000 1010           +  10           +  10
     ===========           =====           =====
CF=0   1111 1100             252              -4
PF=0                         (OK)            (OK)

```

Sčítání dvou záporných čísel (u čísel bez znamének dojde k přetečení):
```
        binárně         bez znaménka   se znaménkem
       1110 0100             228             -28
     + 1110 0111           + 231           + -25
     ===========           =====           =====
CF=1   1100 1011             203             -53
PF=0                     (chyba)             (OK)

```

Sčítání dvou záporných čísel (k přetečení dojde u čísel bez znamének i se znaménky):
```
        binárně         bez znaménka   se znaménkem
       1100 0101             197             -59
     + 1001 1011           + 155          + -101
     ===========           =====           =====
CF=1   0110 0000             96             -160
PF=1                     (chyba)         (chyba)

```

Je patrné, že při použití dvojkového doplňku se pro sčítání a odečítání čísel se znaménkem používají stejné operace jako pro čísla bez znaménka. Rozdíl je pouze v interpretaci čísel a ve způsobu vyhodnocování překročení číselného rozsahu: zatímco při operacích s čísly bez znaménka indikuje překročení povoleného rozsahu příznak přenosu (CF-přenos z nejvyššího bitu), při operacích se znaménkem indikuje překročení rozsahu příznak přetečení(PF- přenosy z a do nejvyššího bitu).

## Výpočet rozdílu dvou čísel pomocí dvojkového doplňku
Řekněme, že máme dvě celá čísla v absolutní hodnotě 1000 0001 a 11 0110, a chceme druhé číslo odečíst od prvního.
1. Zarovnáme počet bitů obou čísel – 1000 0001 a 0011 0110 (doplnění nul)
2. Provedeme negaci menšitele (číslo, které je odečítáno) − 0011 0110 ⇒ 1100 1001
3. Provedeme inkrementaci (přičtení jedničky) menšitele − 1100 1001 + 1 = 1100 1010

Dvojkový doplněk je tedy 1100 1010. Výpočet rozdílu provedeme sečtením menšence 1000 0001 a doplňku 1100 1010. Výsledkem tohoto součtu je číslo 10100 1011, kde ale musíme vynechat přenos jedničky do nejvyššího řádu. Konečným výsledkem je tedy číslo 0100 1011.

## Ukázka 4bitového dvojkového doplňkového kódu
Následující příklad předvádí kódování čísel −8 až +7 (v desítkové soustavě) do čtyřbitového čísla ve dvojkové soustavě použitím dvojkového doplňku.
| Dvojkový doplněk | Desítkově |
| ---------------- | --------- |
| 0111             | 7         |
| 0110             | 6         |
| 0101             | 5         |
| 0100             | 4         |
| 0011             | 3         |
| 0010             | 2         |
| 0001             | 1         |
| 0000             | 0         |
| 1111             | −1        |
| 1110             | −2        |
| 1101             | −3        |
| 1100             | −4        |
| 1011             | −5        |
| 1010             | −6        |
| 1001             | −7        |
| 1000             | −8        |

Z příkladu ilustruje vlastnosti čísel kódovaných v DDK, o kterých pojednává další odstavec.

## Vlastnosti dvojkového doplňkového kódu
- Označme indexy bitů 0, 1, 2, …, N-1, kde N je počet bitů čísla, nejvyšší bit má tedy index N-1
- Uvažujme binární součet s přetečením, který používá drtivá většina počítačů

Pak platí:
- Když je nejvyšší bit (MSB) 1, tak je číslo záporné.
- bity 0, 1, 2, …, N-2 mají váhu 20, 21, …, 2N-2
- bit N-1 (tj. MSB) má váhu -(2N-1); tato vlastnost je užitečná např. při násobení
- Při kódování do N bitů je možné zakódovat čísla od {\displaystyle -2^{N-1}} do {\displaystyle 2^{N-1}-1}. V uvedeném příkladě je N=4, kódovaný rozsah je od −8 do 7.
- Výsledkem binárního součtu kladného a záporného čísla ve dvojkovém doplňku je opět číslo ve dvojkovém doplňku. Například (−6 + 3)10 = (1010 + 0011)2 = 11012 = −310.
- Kladná čísla (tj. 0 až 2N-1 – 1) mají stejné kódy jako N-bitová čísla bez znaménka
- Výsledek sčítání nezávisí na pořadí sčítanců (i při přetečení)